# Довгий (острів, Чорне море)

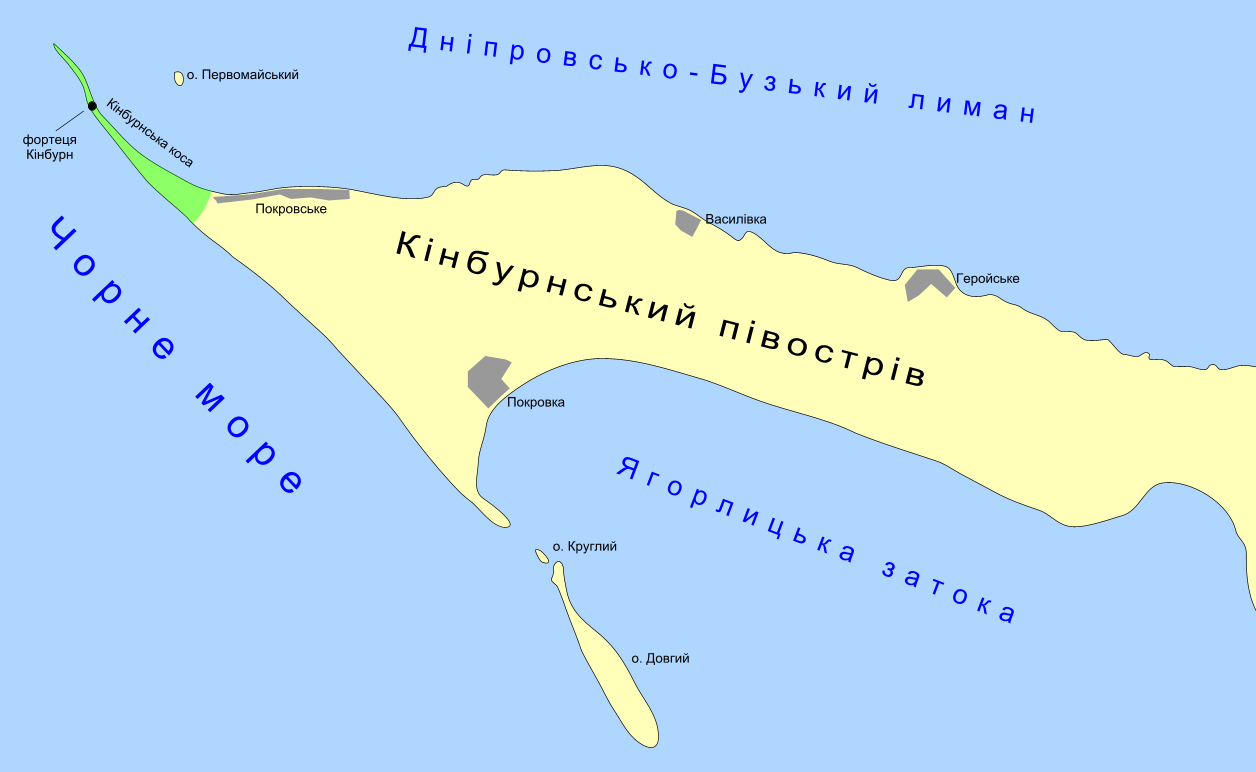
Мапа Кінбурнського півострова. Кінбурнську косу виділено зеленим. Знизу по центру — о. Довгий.

До́вгий — найбільший острів Ягорлицької затоки Чорного моря між Кінбурнською косою та Ягорлицьким півостровом в Очаківському районі Миколаївської області. До 60-х років XX століття адміністративно належав до Херсонської області. Довжина становить 7,2 км, ширина — до 1,4 км, площа — 470 га. Витягнутий з північно-західного напрямку на південно-східний. Територія острова входить до складу Чорноморського біосферного заповідника.

## Походження
Острів акумулятивного походження, сформований з морських піщано-черепашкових відкладів. Разом з найближчим до нього о. Круглий є реліктом піщано-черепашкової Покровської коси. Підводні вали зв'язують о. Довгий з південним краєм Кінбурнської коси, від о. Круглий відділений неширокою і неглибокою протокою.

## Географія острова
Берегова лінія з боку Ягорлицької затоки звивиста, порізана вузькими невеликими затоками, з боку Тендрівської коси та відкритого моря — переважно прямолінійна. Берега дуже низькі. Вздовж узбережжя є піщані берегові вали висотою до 2–3 м. Внутрішня поверхня слабко погорбована, заболочена. Переважають дернові піщані ґрунти та солончаки. На острові багато дрібних і великих озер, число яких зростає в південно-східному напрямку. Деякі з них з'єднуються із затокою під час підйому води. Влітку частина озер пересихає. Покровська коса захищає острів від морських хвиль.
Через те, що поверхня острова заболочена, на ньому немає жодних будівель. Ставити тут намет можна, але не на тривалий час. Неподалік острова розташований знаменитий Кінбурнський півострів, з якого можна дістатися на Довгий. Для любителів активного спорту можна самостійно доплисти на байдарці. Знову ж таки, через болота прогулянки на острові можуть бути не простими та небезпечними. Велика кількість озер порізала територію острова та залишила лише вузькі стежки.

## Флора і фауна
На літоральній полосі переважає солончакова рослинність. Берега острова та численні озера покритті заростями очерету звичайного. Підвищені ділянки вкриті степовою рослинністю. З південної сторони знаходиться галявина, де росте морська капуста, колосняк чорноморський, полин.
Густі зарості очерету та звивиста берегова лінія служать чудовим прихистком і місцем гніздування для численних водно-болотних птахів. Тут відпочивають та годуються різні види птахів під час сезонних міграцій. На острові гніздиться гага звичайна (пухівка) — птах, звичний ареал проживання якого значно північніше і який занесений до Червоної книги України. 1975 року два гнізда виду на острові Довгий у Ягорлицькій затоці вперше зареєструвала орнітолог Чорноморського заповідника Тетяна Ардамацька. Фактично з цього часу розпочалася історія формування унікальної південної популяції морської арктичної качки, оскільки острів Великий — найпівденніший пункт її гніздування. З кожним роком чисельність цього птаха збільшується. Тут ця арктична качка виводить потомство і зимує.
Після 2000-их років в крайній південно-східній частині острова (урочище Галка) почав гніздитися баклан великий. Серед видів, занесених до Червоної книги України, тут зустрічаються пісочник морський, ходуличник, кулик-сорока та степова гадюка. Зі сторони моря льоду практично не буває, тому острів є місцем зимівлі лебедів та інших птахів.
В заростях очерету живуть лисиці, які потрапляють сюди по льоду взимку з материка, та єнотовидні собаки. Ці хижаки не дають спокійно гніздитися качкам та чайкам, тому у весняно-літній період птахів тут значно менше, ніж на островах Тендрівської затоки.